# 大田站 (大田地铁)
大田站（：／ Daejeong yeok */?）是大田地鐵1號線沿線的一座地下車站，位於韓國大田廣域市東區中央洞。

## 車站構造
站體為1面2線島式月台的地下車站，候車月台設有月台幕門，並有5處出口。 

### 月台配置
| 大洞 ↑   |
| 下 上 \| |
| ↓ 中央路 |

| 月台 | 路線               | 目的地                           |
| ---- | ------------------ | -------------------------------- |
| 上行 | ●大田都市铁道1号线 | 大洞、新興、板岩方向             |
| 下行 | ●大田都市铁道1号线 | 中央路、市廳、儒城溫泉、盤石方向 |

## 歷史
- 2006年3月16日：落成啟用。

## 車站周邊
- 大田站市場
- 大田中央市場
- 鐵道特別司法警察隊（朝鲜语：철도특별사법경찰대）
- 韓國鐵道公社
- 國家鐵道公團
- 大田站（韓國鐵道公社）

## 圖片

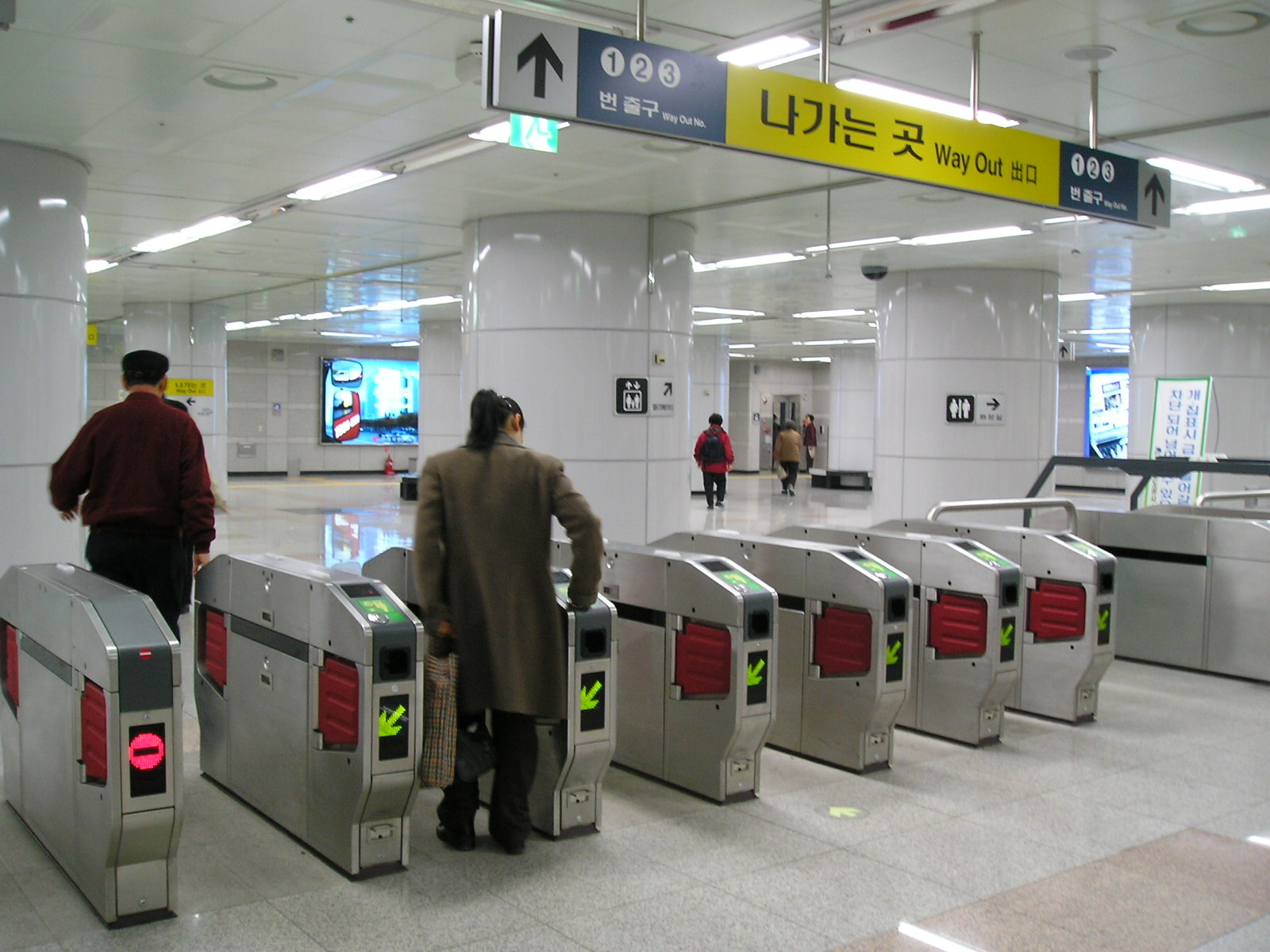
剪票閘口
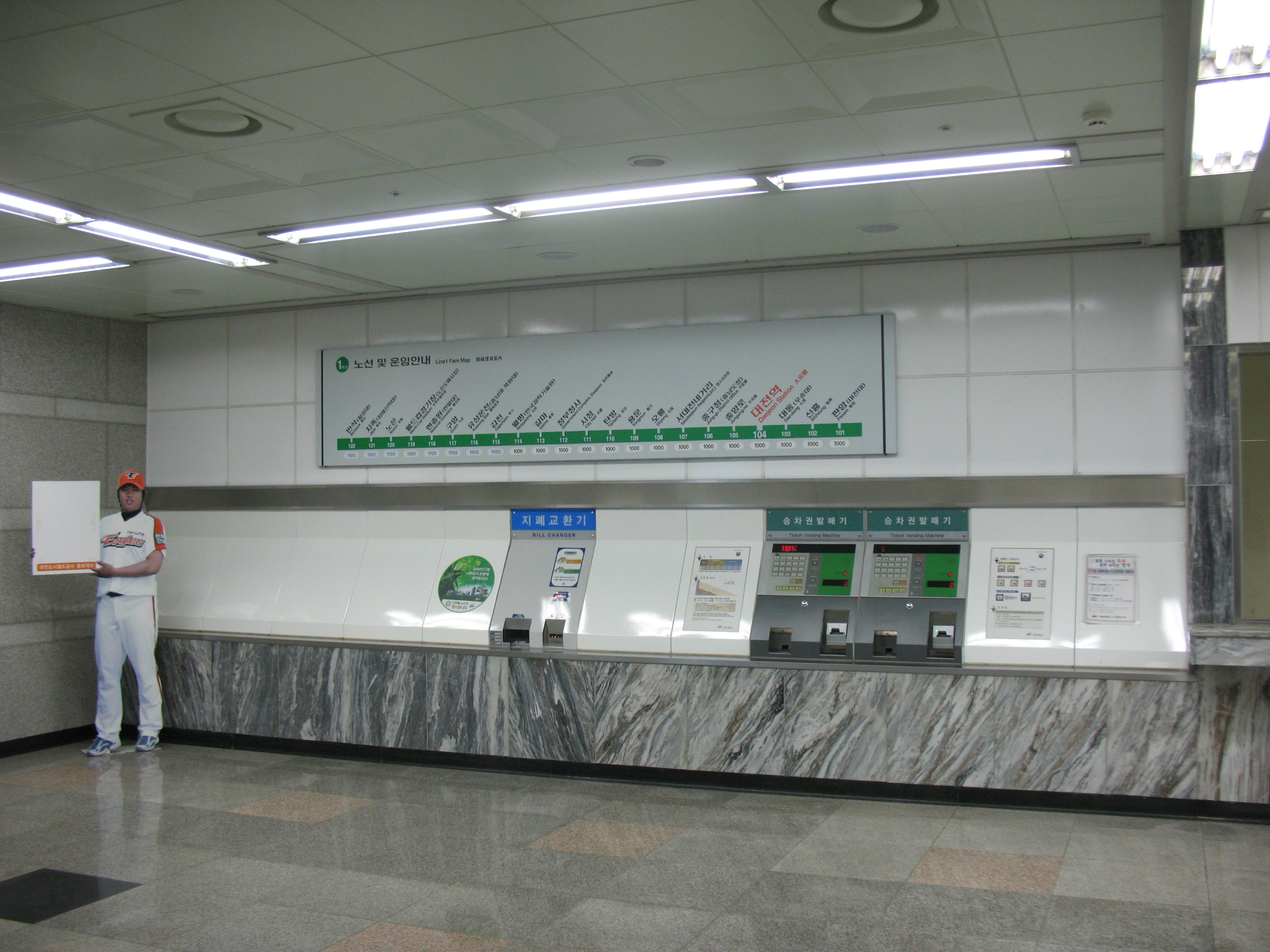
自動售票機
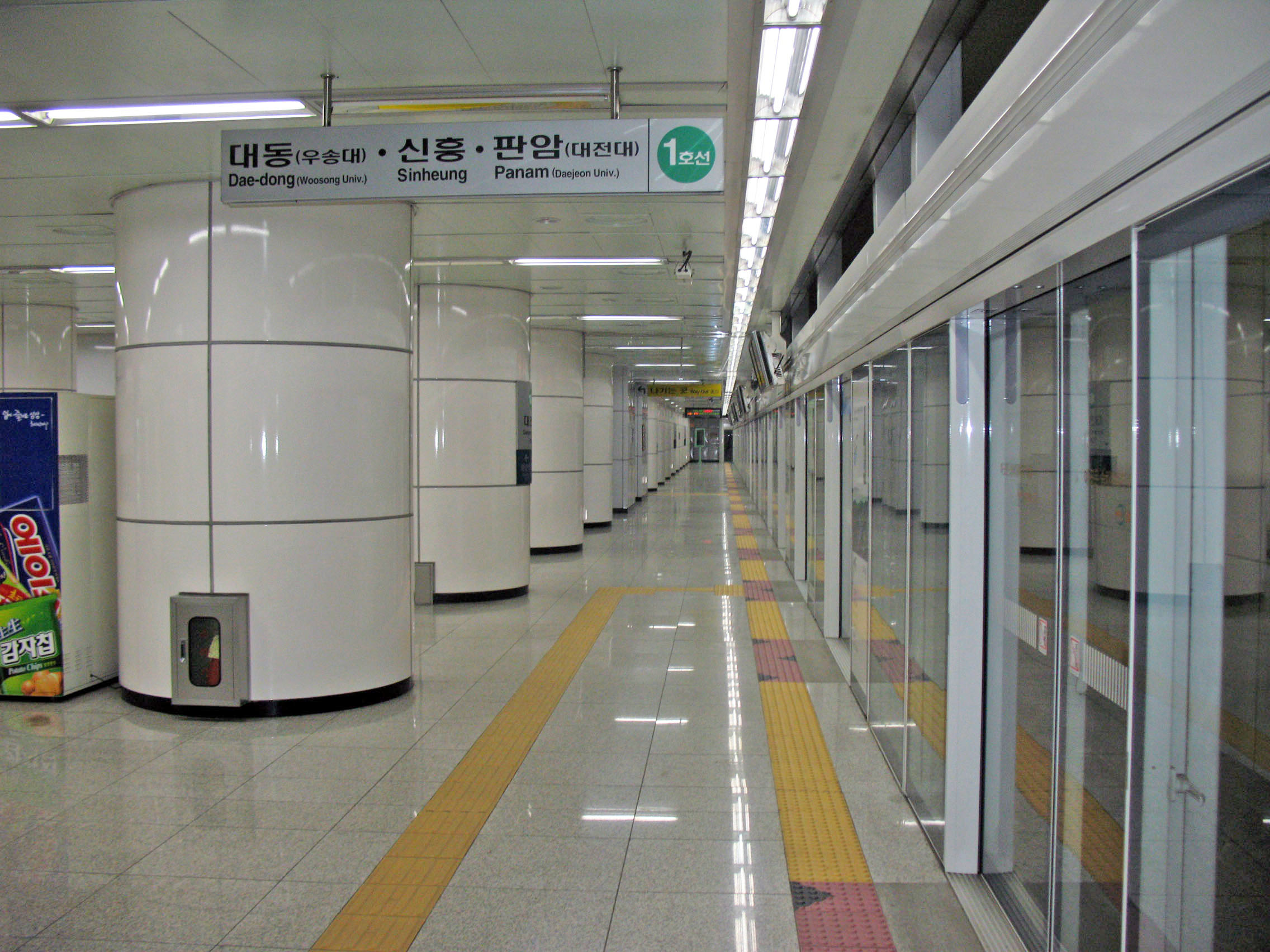
候車月台
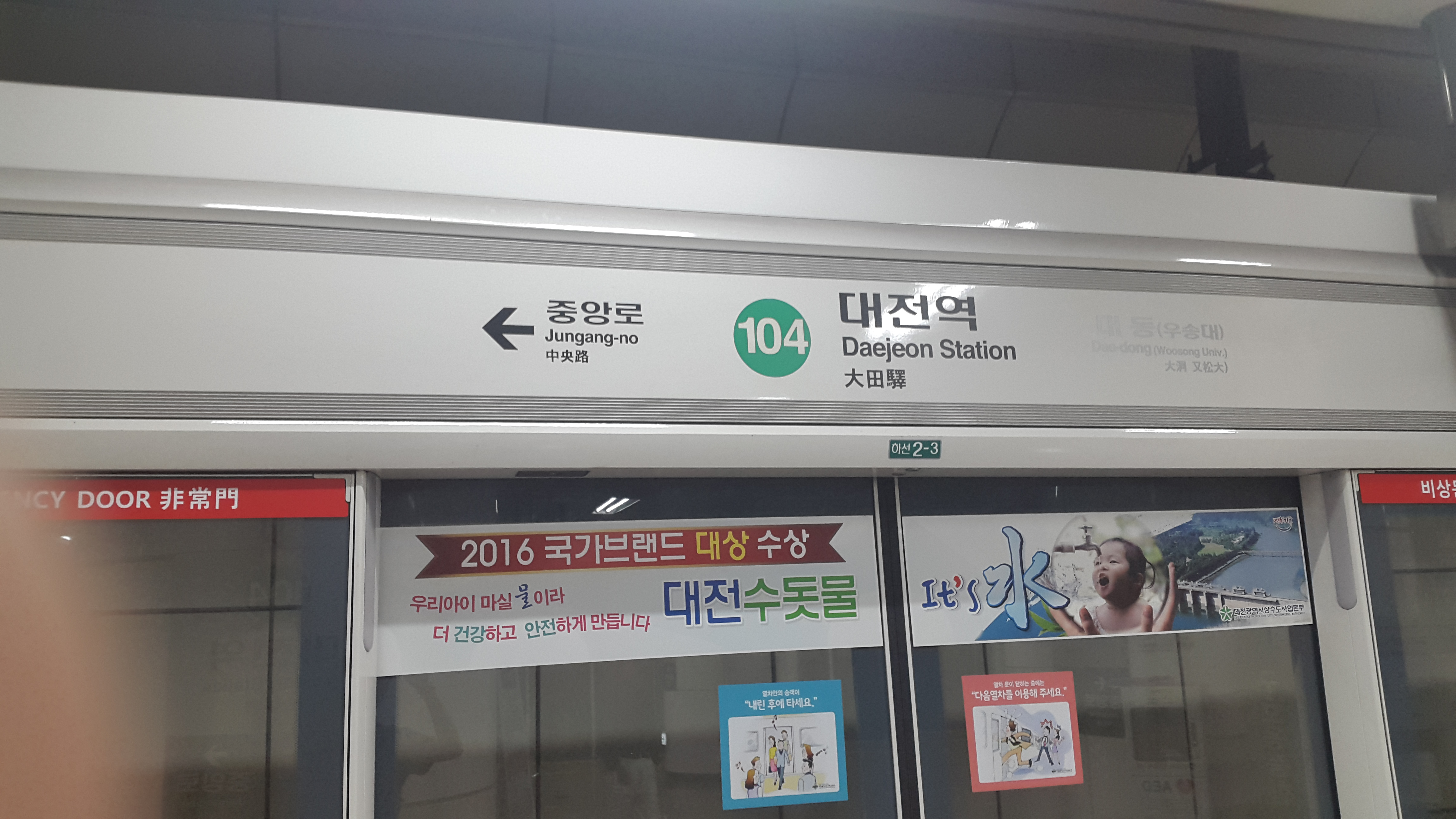
月台門資訊版
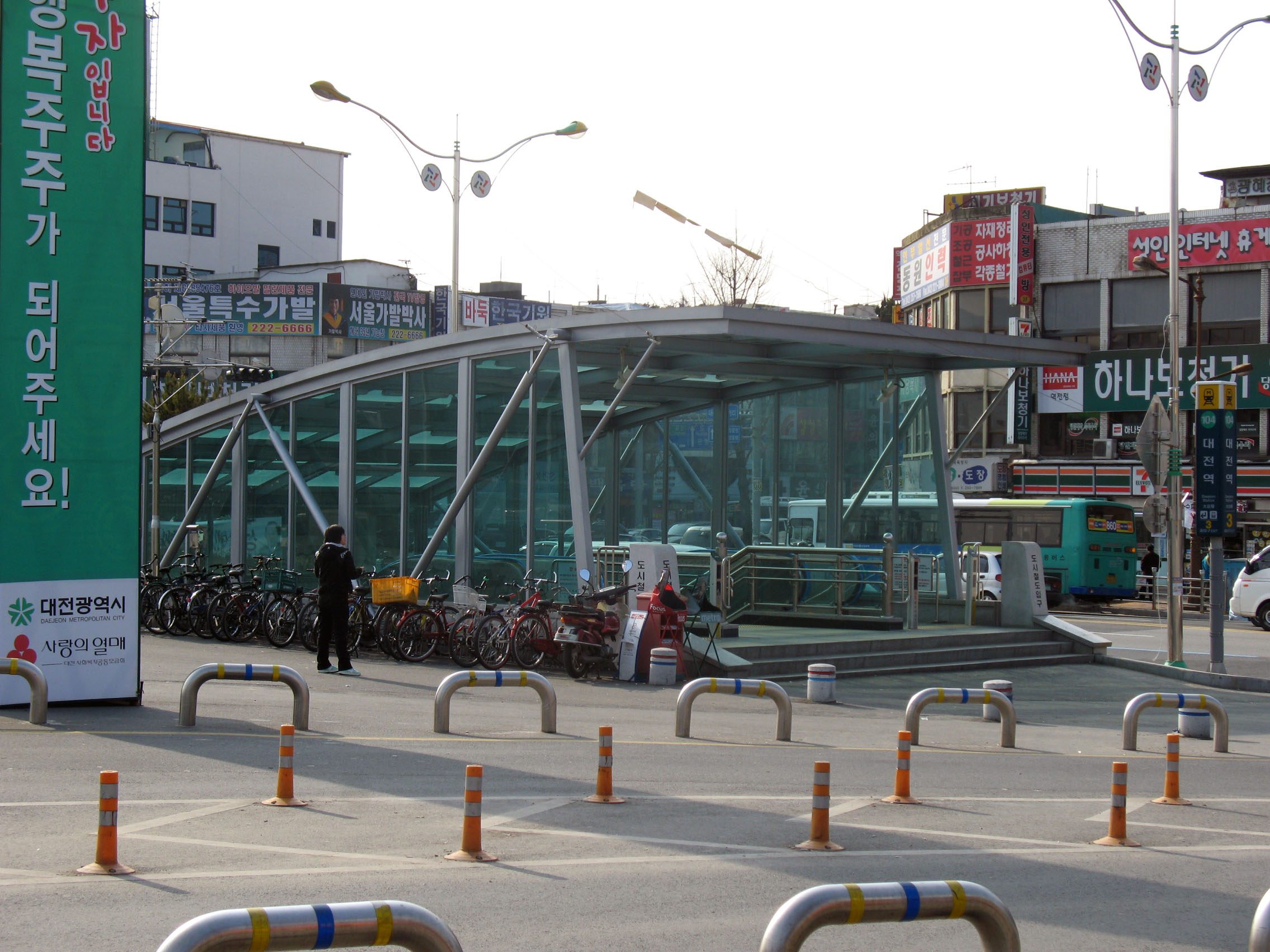
3號出口

## 相鄰車站
大田廣域市都市鐵道公社
●大田都市铁道1号线
大洞（103）－大田（104）－中央路（105）